# John P. O'Brien
John Patrick O'Brien (Massachusetts, 1º  febbraio 1873 – New York, 21 settembre 1951) è stato un politico e avvocato statunitense, 98° sindaco di New York.

## Vita privata
O'Brien ha sposato Helen E. C. Madigan (c1875-1950) nel 1908 ed i loro figli sono: Gerard J. O'Brien, James A. O'Brien, Lawrence J. O'Brien, John G. O'Brien, e una figlia che ha sposato Victor E. Forker.